# Ron Brown
Pour les articles homonymes, voir Brown.
Ron Brown est un athlète américain né le 31 mars 1961 à Los Angeles, Californie.
Il termine quatrième de la finale des Jeux olympiques de Los Angeles en 1984, en 10"26. Il devient champion Olympique avec le relais 4 × 100 m

## Palmarès (athlétisme)

### Jeux olympiques d'été
- 1984 à Los Angeles ( États-Unis)
  -  Médaille d'or en relais 4 × 100 m

### Records
- Record du monde du relais 4 × 100 m en 37 s 83, le 11 août 1984 avec Sam Graddy, Calvin Smith et Carl Lewis
- Record Personnel sur 100 m : 10 s 06 (Zurich le 24 août 1983)[2]

## Carrière (football américain)
Après les Jeux olympiques de 1984, il s'engage au sein de l'équipe de football américain des Rams de Los Angeles entamant alors une carrière de wide receiver qui prendra fin en 1991.